# فوميهيتو
فوميهيتو أمير أكيشينو وولي عهد اليابان (باليابانية: 秋篠宮文仁親王)، هو الابن الثاني للإمبراطور أكيهيتو، (مواليد 30 نوفمبر 1965).
هو عضو في الأسرة الإمبراطورية اليابانية، وشقيق الإمبراطور ناروهيتو والابن الأصغر للإمبراطور السابق أكيهيتو والإمبراطورة السابقة ميتشيكو. هو الوريث المفترض لعرش الأقحوان. منذ زواجه في يونيو 1990، حصل على لقب أكيشينو-نو-ميا (ويعني الأمير أكيشينو) وترأس فرعًا خاصًا به للعائلة الإمبراطورية. ويعقبه ابنه الأمير هيساهيتو في تسلسل ولاية العهد. في نوفمبر 2020، تم إعلان فوميهيتو رسميًا وريثًا للعرش، خلال حفل «ريكوشي نو ري» في طوكيو.